# Bill Shorten
William Richard Shorten (conosciuto come Bill Shorten) (Melbourne, 12 maggio 1967) è un politico australiano.
È stato il leader del Partito Laburista Australiano dal 13 ottobre 2013 dal 30 maggio 2019 e capo dell'opposizione in Parlamento dal 13 ottobre 2013 al 30 maggio 2019